# روسلا گرگوریو
روسلا گرگوریو (ایتالیایی: Rossella Gregorio؛ زادهٔ ۳۰ اوت ۱۹۹۰) شمشیرباز اهل ایتالیا است.